# NGC 37
NGC 37 је спирална галаксија у сазвежђу Феникс која се налази на NGC листи објеката дубоког неба.
Деклинација објекта је - 56° 57' 25" а ректасцензија 0h 11m 23,0s. Привидна величина (магнитуда) објекта NGC 37 износи 13,7 а фотографска магнитуда 14,7. NGC 37 је још познат и под ознакама ESO 149-22, AM 0007-571, PGC 801.